# Summer Time Rendering
Summer Time Rendering (サマータイムレンダ?) (La isla de las sombras en Latinoamérica) es una serie de manga escrita e ilustrada por Yasuki Tanaka. Se publicó por entregas en la revista digital Shōnen Jump+ de Shūeisha desde el 23 de octubre de 2017 hasta el 1 de febrero de 2021, siendo recopilada en un total de trece volúmenes tankōbon. Una adaptación de la serie a anime por el estudio OLM se estrenó el 15 de abril de 2022. También se han anunciado una adaptación a imagen real y un juego escape room.

## Argumento
Al enterarse de la muerte de Ushio, Shinpei regresa a su ciudad natal de la ciudad de Wakayama en Hitogashima y se reúne con la familia de su amiga de la infancia. El funeral transcurre sin problemas, pero bajo la superficie se está gestando algo extraño en la isla.

## Personajes
Shinpei Ajiro (網代 慎平 Ajiro Shinpei?)
 Seiyū: Natsuki Hanae
Doblaje latino:Uraz Huerta, Alan Moo Malvárez (niño)
Shinpei es el protagonista de la serie. Sus padres fallecieron cuando él era joven y fue adoptado por los Kofune. Ha estado enamorado de su amiga de la infancia y hermana adoptiva Ushio. Posee la habilidad de regresar en el tiempo cada vez que muere. Su habilidad de bucle está habilitada por su ojo derecho, un artefacto que puede interferir en el tiempo y en mundos paralelos. Este ojo perteneció originalmente a Haine. Se lo dio la sombra de Ushio de un futuro mundo paralelo. Ushio era la propietaria original del ojo, ya que se separó de Haine.
Ushio Kofune (小舟 潮 Kofune Ushio?)
 Seiyū: Anna Nagase
Doblaje latino:Diana Nolan, Sarah Mendoza (niña)
Es hija de Alan, hermana de Mio y hermana adoptiva de Shinpei. Es mitad francesa por parte de padre. Aparentemente murió cuando salvó a Shiori Kobayakawa en un accidente marítimo en Hitogashima durante las vacaciones de verano. Reaparece ante Shinpei como una sombra y lo ayuda a resolver los extraños sucesos de la isla. La sombra de Ushio revela que Ushio no murió ahogada, sino que fue asesinada por la sombra de Shiori (quien en realidad era la diosa Haine), cuando ésta pretendía matar a la Shiori original, cosa que consiguió hacer después.
Mio Kofune (小舟 澪 Kofune Mio?)
 Seiyū: Saho Shirasu
Doblaje latino: Regina Carrillo
Mio es hija de Alan, hermana de Ushio y hermana adoptiva de Shinpei. Es buena en los deportes, pertenece al club de natación y tiene la piel bronceada. Está enamorada de Shinpei, a quien le confiesa sus sentimientos, pero él la rechaza, ya que le gusta Ushio y solo la ve como una hermana. Una sombra de Mio pretende asesinar al grupo de Shinpei para que no interfieran en los planes de Haine, pero es liberada por Ushio del control de Haine.
Hizuru Minamikata (南方 ひづる Minamikata Hizuru?) / Ryūnosuke Nagumo (南雲 竜之介 Nagumo Ryūnosuke?)
 Seiyū: Yōko Hikasa
Doblaje latino: Jennifer Medel
Una escritora que usa el seudónimo de Ryuunosuke Nagumo, cuyo nombre es de su difunto hermano menor gemelo. Ella tiene una doble personalidad, la segunda de las cuales es su hermano menor gemelo muerto, Ryuunosuke Nagumo. En realidad, es la sombra de Ryuunosuke la que está dentro de Hizuru. Él toma el control cada vez que deben luchar, para no ensuciar las manos de Hizuru. Con el tiempo se las arreglan para reunirse correctamente y hablar entre ellos dentro de su mente, lo que no pudieron hacer antes. Luego, toman el control en tándem, donde Ryuunosuke tiene el control de su cuerpo para luchar, mientras que Hizuru habla con Haine al mismo tiempo. Hizuru muere en el noveno bucle al ser empalada por Shide, no si antes transferir a Shinpei los datos de Ryuunosuke y pedirle que libere a Haine. En el bucle actual, creado tras la derrota de Shide y la eliminación de Hiruko, Hizuru escribe una nueva novela, basada en el sueño de Shinpei.
Ginjirō Nezu (根津 銀次郎 Nezu Ginjirō?)
 Seiyū: Jin Urayama
Doblaje latino: Rubén Moya (†)
Un anciano y cazador que vive en Hitogashima. Es experto en el manejo de rifles.
Sō Hishigata (菱形 窓 Hishigata Sō?)
 Seiyū: Kenshō Ono
Doblaje latino: Luis Navarro
Mejor amigo de Shinpei. Un estudiante de tercer año de secundaria que es hijo mayor de un doctor a cargo del único hospital en Hitogashima. Aspira a convertirse en médico a igual que su padre. Ha estado enamorado de Mio, e incluso le confesó en dos ocasiones, pero ella lo rechazó.
Tokiko Hishigata (菱形 朱鷺子 Hishigata Tokiko?)
 Seiyū: Maki Kawase
Doblaje latino: Nycolle González
La hermana de Sou. Es una excelente estudiante, pero debido a su frágil cuerpo, no puede hacer ejercicios. Mio, que asiste a la misma escuela secundaria, es su amiga de la infancia y tienen una amistad cercana. En uno de los bucles de tiempo de Shinpei, Tokiko revela que su familia ha servido a la diosa Haine durante generaciones alimentándola con cadáveres de su clínica familiar. Además, la diosa le había prometido que resucitará a su madre muerta una vez que recupere sus poderes. Al enterarse de que fue traicionada por Haine, Tokiko se alía con Shinpei y Ushio.
Shiori Kobayakawa (小早川 栞 Kobayakawa Shiori?)
 Seiyū: Rie Kugimiya
Doblaje latino: Araceli Cedillo
La niña sospechosamente reservada, a quien Ushio salva de ahogarse. Se revela luego que Shiori murió ahogada junto a Ushio y que la actual era en realidad Haine.
Aka Hiruko / Haine (別名ヒルコ / ヘイネ Hiruko Aka?)
 Seiyū: Misaki Kuno
Doblaje latino: Susana Moreno
Es la Diosa de la isla de Hitogashima que adopta la forma de una joven con kimono rojo y es la creadora de las sombras. Las Sombras la llaman "Madre". Años atrás, se hizo amiga de una adolescente Hizuru después de llevarle comida, pero su amistad terminó cuando Hizuru vio a Haine consumiendo a su hermano menor Ryuunosuke después de matarlo. En uno de los viajes de tiempo de Shinpei, Haine (asumiendo la identidad de Shiori) lo "marca" en su brazo para que pueda encontrarlo fácilmente, ya que también puede hacer bucle en el tiempo. 
Shide (シデ Shide?)/Shidehiko Hishigata (石形秀彦 Hishigata Shidehiko?)/Masahito Karikiri (雁切真砂人 Karikiri Masahito?)
 Seiyū: Katsuyuki Konishi
Doblaje latino: Óscar Gómez (Shidehiko, Masahito)/Pisano (Shide)
La primera sombra que fue creada por Haine con cuatro brazos. Su verdadero nombre es Shidehiko Hishigata, quien se casó con Haine y tomó su apellido Karikiri. Como su hijo era en realidad un clon de él, hizo que Haine le transfiriera su personalidad y recuerdos y siguió renaciendo una y otra vez. Actualmente asume la identidad de Masahito Karikiri, un supuesto descendiente de Shidehiko. Shide fue el que asesinó a los padres de Shinpei cuando éstos descubrieron la cueva de Hiruko.
Seidou Hishigata (菱形青銅 Hishigata Seidou?)
 Seiyū: Akio Otsuka
Doblaje latino: Humberto Vélez
El padre de Sō y Tokiko, el médico forense y médico local. A igual que su hija, sirve a la diosa Haine.
Alan Kofune (小舟 アラン Kofune Alan?)
 Seiyū: Tessho Genda
Doblaje latino: Héctor Estrada
El padre de Ushio y Mio, así como el padre adoptivo de Shinpei.
Tetsu Totsumura (凸村 哲 Totsumura Tetsu?)
 Seiyū: Yuji Ueda
Doblaje latino: Fabián Retiz
El único oficial de policía local en la isla, el sórdido Totsumura también es pariente de la familia Kofune.
Ryuunosuke Minamikata (南方竜之介 Minamikata Ryuunosuke?)
 Seiyū: Yūko Sanpei
Doblaje latino: Iván García
El hermano menor gemelo de Hizuru que fue asesinado por Haine hace 14 años. Actualmente habita el cuerpo de su hermana como una segunda personalidad y se manifiesta cuando es necesario.
Asako Isokane / Asako Kobayakawa (磯ヶ根麻子 / 小早川麻子 Isokane Asako / Kobayakawa Asako?)
 Seiyū: Ai Yamamoto
Doblaje latino: Monserrat Mendoza
La mejor amiga de la infancia de Hizuru y la madre de Shiori. Haine (haciéndose pasar por su hija) crea una sombra suya antes de asesinarla. 
Tatsuo Kobayakawa (小早川達夫 Kobayakawa Tatsuo?)
 Seiyū: Yoshihisa Yosokawa
Doblaje latino: Carlo Vázquez
El padre de Shiori. A igual que su esposa, Haine creó su sombra y luego lo asesinó.
Chitose Hishigata (橋形千歳 Hishigata Chitose?)
 Seiyū: Arisa Sakuraba
Doblaje latino: Mildred Barrera
La difunta madre de Sō y Tokiko. Antes de su muerte, Haine creó una sombra de Chitose y prometió a Tatsuo y a su hija Tokiko revivirla si le entregaba cadáveres para recuperar su poder.

## Media

### Manga
Summer Time Rendering está escrito e ilustrado por Yasuki Tanaka. Se publicó por entregas en la revista digital Shōnen Jump+ de Shūeisha desde el 23 de octubre de 2017 hasta el 1 de febrero de 2021. La serie también se publicó simultáneamente en la aplicación y el sitio web Manga Plus. Shūeisha recopiló sus capítulos en 13 volúmenes tankōbon individuales, publicados desde el 2 de febrero de 2018 hasta el 4 de abril de 2021.
| Volúmenes de manga publicados | Volúmenes de manga publicados | Volúmenes de manga publicados |
| Número                        | Fecha de publicación          | ISBN                          |
| ----------------------------- | ----------------------------- | ----------------------------- |
| 1                             | 2 de febrero de 2018          | ISBN 978-4-08-881339-4        |
| 2                             | 4 de junio de 2018            | ISBN 978-4-08-881554-1        |
| 3                             | 4 de septiembre de 2018       | ISBN 978-4-08-881606-7        |
| 4                             | 4 de diciembre de 2018        | ISBN 978-4-08-881654-8        |
| 5                             | 4 de febrero de 2019          | ISBN 978-4-08-881753-8        |
| 6                             | 2 de mayo de 2019             | ISBN 978-4-08-881837-5        |
| 7                             | 2 de agosto de 2019           | ISBN 978-4-08-882024-8        |
| 8                             | 4 de octubre de 2019          | ISBN 978-4-08-882126-9        |
| 9                             | 4 de enero de 2020            | ISBN 978-4-08-882191-7        |
| 10                            | 13 de mayo de 2020            | ISBN 978-4-08-882291-4        |
| 11                            | 4 de agosto de 2020           | ISBN 978-4-08-882403-1        |
| 12                            | 4 de noviembre de 2020        | ISBN 978-4-08-882513-7        |
| 13                            | 4 de abril de 2021            | ISBN 978-4-08-882612-7        |

### Anime
Se anunció una adaptación al anime al final del capítulo 139 y final de la serie en febrero de 2021. Más tarde se confirmó que era una serie de televisión de 25 episodios y estaba programada para emitirse en 2022. La serie es producida por el estudio OLM y dirigida por Ayumu Watanabe, con Hiroshi Seko supervisando los guiones de la serie, Miki Matsumoto diseñando los personajes y Kusanagi manejando el arte. Keiichi Okabe, Ryuichi Takada y Keigo Hoashi componen la música en MONACA. Se estrenó el 15 de abril de 2022 en Tokyo MX, BS11 y Kansai TV. El primer tema de apertura es "Hoshi ga Oyogu"  de Macaroni Enpitsu, mientras que el primer tema de cierre es "Kaika" de cadode. Disney+ obtuvo la licencia del anime, en Latinoamérica se estrenó en la plataforma Star+.